# Vuelta al Lago Qinghai 2019
La 18.ª edición del Vuelta al Lago Qinghai (oficialmente: Tour of Qinghai Lake) fue una carrera de ciclismo en ruta por etapas que se celebró entre el 14 y el 27 de julio de 2019 con inicio en la ciudad de Xining (Hehuang New District) y final en la ciudad de Yinchuan en la República popular China. El recorrido constó de un total de 13 etapas sobre una distancia total de 1631 km.
La carrera hizo parte del circuito UCI Asia Tour 2019 dentro de la categoría 2.HC. El vencedor final fue el colombiano Robinson Chalapud del Medellín seguido del español Óscar Sevilla, ambos del Medellín, y el australiano Benjamin Dyball del Sapura.

## Equipos participantes
Tomaron la partida un total de 22 equipos, de los cuales 6 son de categoría Profesional Continental y 16 de categoría Continental quienes conformaron un pelotón de 149 ciclistas de los cuales terminaron 131. Los equipos participantes fueron: 
| Equipos continentales profesionales (6)- Bardiani CSF - Burgos-BH - Delko-Marseille Provence - Neri Sottoli-Selle Italia-KTM - Nippo Vini Fantini Faizanè - W52-FC Porto Equipos continentales (16)- Bike Aid - China Continental Team of Gansu Bank - EvoPro Racing - Giant - Interpro Cycling Academy - Medellín - Memil - Minsk Cycling Club - Mitchelton-BikeExchange - Monkey Town-à Bloc CT - Ningxia Sports Lottery Livall Gusto - Tianyoude Hotel - Salcano Sakarya BB Team - Sapura - Shenzhen Xidesheng - Voster ATS Team |
| |

## Etapas
| Etapa      | Fecha     | Recorrido                      | type                     | Distancia (km) | Ganador              | Líder             |
| ---------- | --------- | ------------------------------ | ------------------------ | -------------- | -------------------- | ----------------- |
| 1.ª etapa  | 14 de jul | Xining – Xining                | contrarreloj por equipos | 40             | Medellín             | Róbigzon Oyola    |
| 2.ª etapa  | 15 de jul | Xining – Xining                | etapa llana              | 119            | Brenton Jones        | Weimar Roldán     |
| 3.ª etapa  | 16 de jul | Duoba – Guide County           | etapa escarpada          | 140            | Eduard-Michael Grosu | Óscar Sevilla     |
| 4.ª etapa  | 17 de jul | Guide County – Longyangxia     | etapa de media montaña   | 100            | Hernán Aguirre       | Robinson Chalapud |
| 5.ª etapa  | 18 de jul | Gonghe – Caka                  | etapa escarpada          | 173            | Geórgios Boúglas     | Robinson Chalapud |
| 6.ª etapa  | 19 de jul | Caka – Bird Islet              | etapa de media montaña   | 136            | Eduard-Michael Grosu | Robinson Chalapud |
| 7.ª etapa  | 20 de jul | Haiyan – Haiyan                | contrarreloj individual  | 42             | Benjamin Dyball      | Robinson Chalapud |
| 8.ª etapa  | 21 de jul | Xihaizhen – Qingshizui Village | etapa de media montaña   | 224            | Alex Molenaar        | Robinson Chalapud |
| 9.ª etapa  | 22 de jul | Menyuan – Minle                | etapa de media montaña   | 160            | Siarhei Papok        | Robinson Chalapud |
|            | 23 de jul | Día de descanso                | Día de descanso          |                |                      |                   |
| 10.ª etapa | 24 de jul | Jinchang – Wuwei               | etapa llana              | 116            | Andrea Guardini      | Robinson Chalapud |
| 11.ª etapa | 25 de jul | Minqin – Desierto de Tengger   | etapa escarpada          | 153            | Roy Eefting          | Robinson Chalapud |
| 12.ª etapa | 26 de jul | Zhongwei – Zhongwei            | etapa llana              | 111            | Roy Eefting          | Robinson Chalapud |
| 13.ª etapa | 27 de jul | Yinchuan – Yinchuan            | etapa llana              | 117            | Matthew Gibson       | Robinson Chalapud |

## Desarrollo de la carrera

### 1.ª etapa
| Xining - Xining | contrarreloj por equipos | (40 km) |

| \| Clasificación de la etapa \| Clasificación de la etapa \| Clasificación de la etapa \| Clasificación de la etapa \| Clasificación de la etapa \| Clasificación de la etapa \| \| Equipo \| Equipo \| Tiempo \| Diferencia \| Promedio \| \| \| ------------------------- \| ----------------------------------- \| ------------------------- \| ------------------------- \| ------------------------- \| ------------------------- \| \| 1.º \| Medellín \| 49 min 37 s \| 0 s \| 48.371 km/h \| \| \| 2.º \| Ningxia Sports Lottery Livall Gusto \| 51 min 05 s \| + 1 min 28 s \| 46.982 km/h \| \| \| 3.º \| Sapura \| 51 min 51 s \| + 2 min 14 s \| 46.287 km/h \| \| \| 4.º \| Mitchelton-BikeExchange \| 51 min 57 s \| + 2 min 20 s \| 46.198 km/h \| \| \| 5.º \| Memil \| 52 min 09 s \| + 2 min 32 s \| 46.021 km/h \| \| \| 6.º \| Tianyoude Hotel \| 52 min 13 s \| + 2 min 36 s \| 45.962 km/h \| \| \| 7.º \| Delko-Marseille Provence \| 52 min 13 s \| + 2 min 36 s \| 45.962 km/h \| \| \| 8.º \| EvoPro Racing \| 52 min 15 s \| + 2 min 38 s \| 45.933 km/h \| \| \| 9.º \| Minsk Cycling Club \| 52 min 17 s \| + 2 min 40 s \| 45.904 km/h \| \| \| 10.º \| W52-FC Porto \| 52 min 26 s \| + 2 min 49 s \| 45.772 km/h \| \| |                                     |             |              |             |
| |                                     |             |              |             |
| Fuente: ProCyclingStats |                                     |             |              |             |
| Clasificación de la etapa |                                     |             |              |             |
| Equipo | Equipo                              | Tiempo      | Diferencia   | Promedio    |
| 1.º | Medellín                            | 49 min 37 s | 0 s          | 48.371 km/h |
| 2.º | Ningxia Sports Lottery Livall Gusto | 51 min 05 s | + 1 min 28 s | 46.982 km/h |
| 3.º | Sapura                              | 51 min 51 s | + 2 min 14 s | 46.287 km/h |
| 4.º | Mitchelton-BikeExchange             | 51 min 57 s | + 2 min 20 s | 46.198 km/h |
| 5.º | Memil                               | 52 min 09 s | + 2 min 32 s | 46.021 km/h |
| 6.º | Tianyoude Hotel                     | 52 min 13 s | + 2 min 36 s | 45.962 km/h |
| 7.º | Delko-Marseille Provence            | 52 min 13 s | + 2 min 36 s | 45.962 km/h |
| 8.º | EvoPro Racing                       | 52 min 15 s | + 2 min 38 s | 45.933 km/h |
| 9.º | Minsk Cycling Club                  | 52 min 17 s | + 2 min 40 s | 45.904 km/h |
| 10.º | W52-FC Porto                        | 52 min 26 s | + 2 min 49 s | 45.772 km/h |

| \| Clasificación general \| Clasificación general \| Clasificación general \| Clasificación general \| Clasificación general \| \| Ciclista \| Ciclista \| Equipo \| Tiempo \| \| \| --------------------- \| --------------------- \| ----------------------------------- \| --------------------- \| --------------------- \| \| 1.º \| Róbigzon Oyola \| Medellín \| 49 min 37 s \| \| \| 2.º \| Weimar Roldán \| Medellín \| + 0 s \| \| \| 3.º \| Walter Vargas \| Medellín \| + 0 s \| \| \| 4.º \| Cristhian Montoya \| Medellín \| + 0 s \| \| \| 5.º \| Robinson Chalapud \| Medellín \| + 0 s \| \| \| 6.º \| Óscar Sevilla \| Medellín \| + 0 s \| \| \| 7.º \| Li Jun Bai \| Ningxia Sports Lottery Livall Gusto \| + 1 min 28 s \| \| \| 8.º \| Oleksandr Polivoda \| Ningxia Sports Lottery Livall Gusto \| + 1 min 28 s \| \| \| 9.º \| Carlos Quintero \| Ningxia Sports Lottery Livall Gusto \| + 1 min 28 s \| \| \| 10.º \| Michel Kreder \| Ningxia Sports Lottery Livall Gusto \| + 1 min 28 s \| \| |                    |                                     |              |
| |                    |                                     |              |
| Fuente: ProCyclingStats |                    |                                     |              |
| Clasificación general |                    |                                     |              |
| Ciclista | Ciclista           | Equipo                              | Tiempo       |
| 1.º | Róbigzon Oyola     | Medellín                            | 49 min 37 s  |
| 2.º | Weimar Roldán      | Medellín                            | + 0 s        |
| 3.º | Walter Vargas      | Medellín                            | + 0 s        |
| 4.º | Cristhian Montoya  | Medellín                            | + 0 s        |
| 5.º | Robinson Chalapud  | Medellín                            | + 0 s        |
| 6.º | Óscar Sevilla      | Medellín                            | + 0 s        |
| 7.º | Li Jun Bai         | Ningxia Sports Lottery Livall Gusto | + 1 min 28 s |
| 8.º | Oleksandr Polivoda | Ningxia Sports Lottery Livall Gusto | + 1 min 28 s |
| 9.º | Carlos Quintero    | Ningxia Sports Lottery Livall Gusto | + 1 min 28 s |
| 10.º | Michel Kreder      | Ningxia Sports Lottery Livall Gusto | + 1 min 28 s |

### 2.ª etapa
| Xining - Xining | etapa llana | (119 km) |

| \| Clasificación de la etapa \| Clasificación de la etapa \| Clasificación de la etapa \| Clasificación de la etapa \| Clasificación de la etapa \| \| Ciclista \| Ciclista \| Equipo \| Tiempo \| \| \| ------------------------- \| ------------------------- \| ----------------------------------- \| ------------------------- \| ------------------------- \| \| 1.º \| Brenton Jones \| Delko Marseille Provence \| 2 h 42 min 46 s \| \| \| 2.º \| Onur Balkan \| Salcano Sakarya BB Team \| + 0 s \| \| \| 3.º \| Nicolas Marini \| Tianyoude Hotel Cycling Team \| + 0 s \| \| \| 4.º \| Bas van der Kooij \| Monkey Town-À Bloc CT \| + 0 s \| \| \| 5.º \| Luca Pacioni \| Neri Sottoli-Selle Italia-KTM \| + 0 s \| \| \| 6.º \| Matthew Gibson \| Burgos-BH \| + 0 s \| \| \| 7.º \| Francisco Campos \| W52-FC Porto \| + 0 s \| \| \| 8.º \| Imerio Cima \| Nippo-Vini Fantini-Faizanè \| + 0 s \| \| \| 9.º \| Geórgios Boúglas \| Ningxia Sports Lottery Livall Gusto \| + 0 s \| \| \| 10.º \| Weimar Roldán \| Medellín \| + 0 s \| \| |                   |                                     |                 |
| |                   |                                     |                 |
| Fuente: ProCyclingStats |                   |                                     |                 |
| Clasificación de la etapa |                   |                                     |                 |
| Ciclista | Ciclista          | Equipo                              | Tiempo          |
| 1.º | Brenton Jones     | Delko Marseille Provence            | 2 h 42 min 46 s |
| 2.º | Onur Balkan       | Salcano Sakarya BB Team             | + 0 s           |
| 3.º | Nicolas Marini    | Tianyoude Hotel Cycling Team        | + 0 s           |
| 4.º | Bas van der Kooij | Monkey Town-À Bloc CT               | + 0 s           |
| 5.º | Luca Pacioni      | Neri Sottoli-Selle Italia-KTM       | + 0 s           |
| 6.º | Matthew Gibson    | Burgos-BH                           | + 0 s           |
| 7.º | Francisco Campos  | W52-FC Porto                        | + 0 s           |
| 8.º | Imerio Cima       | Nippo-Vini Fantini-Faizanè          | + 0 s           |
| 9.º | Geórgios Boúglas  | Ningxia Sports Lottery Livall Gusto | + 0 s           |
| 10.º | Weimar Roldán     | Medellín                            | + 0 s           |

| \| Clasificación general \| Clasificación general \| Clasificación general \| Clasificación general \| Clasificación general \| \| Ciclista \| Ciclista \| Equipo \| Tiempo \| \| \| --------------------- \| --------------------- \| ----------------------------------- \| --------------------- \| --------------------- \| \| 1.º \| Weimar Roldán \| Medellín \| 3 h 32 min 22 s \| \| \| 2.º \| Róbigzon Oyola \| Medellín \| + 1 s \| \| \| 3.º \| Óscar Sevilla \| Medellín \| + 1 s \| \| \| 4.º \| Cristhian Montoya \| Medellín \| + 1 s \| \| \| 5.º \| Robinson Chalapud \| Medellín \| + 1 s \| \| \| 6.º \| Walter Vargas \| Medellín \| + 1 s \| \| \| 7.º \| Geórgios Boúglas \| Ningxia Sports Lottery Livall Gusto \| + 1 min 29 s \| \| \| 8.º \| Carlos Quintero \| Ningxia Sports Lottery Livall Gusto \| + 1 min 29 s \| \| \| 9.º \| Michel Kreder \| Ningxia Sports Lottery Livall Gusto \| + 1 min 29 s \| \| \| 10.º \| Oleksandr Polivoda \| Ningxia Sports Lottery Livall Gusto \| + 1 min 29 s \| \| |                    |                                     |                 |
| |                    |                                     |                 |
| Fuente: ProCyclingStats |                    |                                     |                 |
| Clasificación general |                    |                                     |                 |
| Ciclista | Ciclista           | Equipo                              | Tiempo          |
| 1.º | Weimar Roldán      | Medellín                            | 3 h 32 min 22 s |
| 2.º | Róbigzon Oyola     | Medellín                            | + 1 s           |
| 3.º | Óscar Sevilla      | Medellín                            | + 1 s           |
| 4.º | Cristhian Montoya  | Medellín                            | + 1 s           |
| 5.º | Robinson Chalapud  | Medellín                            | + 1 s           |
| 6.º | Walter Vargas      | Medellín                            | + 1 s           |
| 7.º | Geórgios Boúglas   | Ningxia Sports Lottery Livall Gusto | + 1 min 29 s    |
| 8.º | Carlos Quintero    | Ningxia Sports Lottery Livall Gusto | + 1 min 29 s    |
| 9.º | Michel Kreder      | Ningxia Sports Lottery Livall Gusto | + 1 min 29 s    |
| 10.º | Oleksandr Polivoda | Ningxia Sports Lottery Livall Gusto | + 1 min 29 s    |

### 3.ª etapa
| Duoba - Guide County | etapa escarpada | (140 km) |

| \| Clasificación de la etapa \| Clasificación de la etapa \| Clasificación de la etapa \| Clasificación de la etapa \| Clasificación de la etapa \| \| Ciclista \| Ciclista \| Equipo \| Tiempo \| \| \| ------------------------- \| ------------------------- \| ----------------------------------- \| ------------------------- \| ------------------------- \| \| 1.º \| Eduard-Michael Grosu \| Delko Marseille Provence \| 3 h 21 min 14 s \| \| \| 2.º \| Luca Pacioni \| Neri Sottoli-Selle Italia-KTM \| + 0 s \| \| \| 3.º \| Yonathan Monsalve \| Tianyoude Hotel Cycling Team \| + 0 s \| \| \| 4.º \| Carlos Quintero \| Ningxia Sports Lottery Livall Gusto \| + 0 s \| \| \| 5.º \| Mykhailo Kononenko \| Shenzhen Xidesheng \| + 0 s \| \| \| 6.º \| Mateusz Taciak \| Voster ATS Team \| + 0 s \| \| \| 7.º \| Michel Kreder \| Ningxia Sports Lottery Livall Gusto \| + 0 s \| \| \| 8.º \| José Ferreira \| W52-FC Porto \| + 0 s \| \| \| 9.º \| Artur Fedosseyev \| Shenzhen Xidesheng \| + 0 s \| \| \| 10.º \| Jérémy Leveau \| Delko Marseille Provence \| + 0 s \| \| |                      |                                     |                 |
| |                      |                                     |                 |
| Fuente: ProCyclingStats |                      |                                     |                 |
| Clasificación de la etapa |                      |                                     |                 |
| Ciclista | Ciclista             | Equipo                              | Tiempo          |
| 1.º | Eduard-Michael Grosu | Delko Marseille Provence            | 3 h 21 min 14 s |
| 2.º | Luca Pacioni         | Neri Sottoli-Selle Italia-KTM       | + 0 s           |
| 3.º | Yonathan Monsalve    | Tianyoude Hotel Cycling Team        | + 0 s           |
| 4.º | Carlos Quintero      | Ningxia Sports Lottery Livall Gusto | + 0 s           |
| 5.º | Mykhailo Kononenko   | Shenzhen Xidesheng                  | + 0 s           |
| 6.º | Mateusz Taciak       | Voster ATS Team                     | + 0 s           |
| 7.º | Michel Kreder        | Ningxia Sports Lottery Livall Gusto | + 0 s           |
| 8.º | José Ferreira        | W52-FC Porto                        | + 0 s           |
| 9.º | Artur Fedosseyev     | Shenzhen Xidesheng                  | + 0 s           |
| 10.º | Jérémy Leveau        | Delko Marseille Provence            | + 0 s           |

| \| Clasificación general \| Clasificación general \| Clasificación general \| Clasificación general \| Clasificación general \| \| Ciclista \| Ciclista \| Equipo \| Tiempo \| \| \| --------------------- \| --------------------- \| ----------------------------------- \| --------------------- \| --------------------- \| \| 1.º \| Óscar Sevilla \| Medellín \| 6 h 53 min 37 s \| \| \| 2.º \| Róbigzon Oyola \| Medellín \| + 0 s \| \| \| 3.º \| Cristhian Montoya \| Medellín \| + 0 s \| \| \| 4.º \| Robinson Chalapud \| Medellín \| + 0 s \| \| \| 5.º \| Walter Vargas \| Medellín \| + 0 s \| \| \| 6.º \| Weimar Roldán \| Medellín \| + 1 min 09 s \| \| \| 7.º \| Carlos Quintero \| Ningxia Sports Lottery Livall Gusto \| + 1 min 28 s \| \| \| 8.º \| Michel Kreder \| Ningxia Sports Lottery Livall Gusto \| + 1 min 28 s \| \| \| 9.º \| Oleksandr Polivoda \| Ningxia Sports Lottery Livall Gusto \| + 1 min 28 s \| \| \| 10.º \| Cristian Raileanu \| Team Sapura Cycling \| + 2 min 14 s \| \| |                    |                                     |                 |
| |                    |                                     |                 |
| Fuente: ProCyclingStats |                    |                                     |                 |
| Clasificación general |                    |                                     |                 |
| Ciclista | Ciclista           | Equipo                              | Tiempo          |
| 1.º | Óscar Sevilla      | Medellín                            | 6 h 53 min 37 s |
| 2.º | Róbigzon Oyola     | Medellín                            | + 0 s           |
| 3.º | Cristhian Montoya  | Medellín                            | + 0 s           |
| 4.º | Robinson Chalapud  | Medellín                            | + 0 s           |
| 5.º | Walter Vargas      | Medellín                            | + 0 s           |
| 6.º | Weimar Roldán      | Medellín                            | + 1 min 09 s    |
| 7.º | Carlos Quintero    | Ningxia Sports Lottery Livall Gusto | + 1 min 28 s    |
| 8.º | Michel Kreder      | Ningxia Sports Lottery Livall Gusto | + 1 min 28 s    |
| 9.º | Oleksandr Polivoda | Ningxia Sports Lottery Livall Gusto | + 1 min 28 s    |
| 10.º | Cristian Raileanu  | Team Sapura Cycling                 | + 2 min 14 s    |

### 4.ª etapa
| Guide County - Longyangxia | etapa de media montaña | (100 km) |

| \| Clasificación de la etapa \| Clasificación de la etapa \| Clasificación de la etapa \| Clasificación de la etapa \| Clasificación de la etapa \| \| Ciclista \| Ciclista \| Equipo \| Tiempo \| \| \| ------------------------- \| ------------------------- \| ------------------------------------ \| ------------------------- \| ------------------------- \| \| 1.º \| Hernán Aguirre \| Interpro Cycling Academy \| 2 h 42 min 20 s \| \| \| 2.º \| Robinson Chalapud \| Medellín \| + 0 s \| \| \| 3.º \| Benjamin Dyball \| Team Sapura Cycling \| + 16 s \| \| \| 4.º \| Mekseb Debesay \| Bike Aid \| + 26 s \| \| \| 5.º \| Yonathan Monsalve \| Tianyoude Hotel Cycling Team \| + 26 s \| \| \| 6.º \| Artur Fedosseyev \| Shenzhen Xidesheng \| + 26 s \| \| \| 7.º \| Erik Bergstrom Frisk \| Memil Pro Cycling \| + 26 s \| \| \| 8.º \| Serguéi Nikoláyev \| China Continental Team of Gansu Bank \| + 26 s \| \| \| 9.º \| Saeid Safarzadeh \| Tianyoude Hotel Cycling Team \| + 26 s \| \| \| 10.º \| Yecid Sierra \| Tianyoude Hotel Cycling Team \| + 26 s \| \| |                      |                                      |                 |
| |                      |                                      |                 |
| Fuente: ProCyclingStats |                      |                                      |                 |
| Clasificación de la etapa |                      |                                      |                 |
| Ciclista | Ciclista             | Equipo                               | Tiempo          |
| 1.º | Hernán Aguirre       | Interpro Cycling Academy             | 2 h 42 min 20 s |
| 2.º | Robinson Chalapud    | Medellín                             | + 0 s           |
| 3.º | Benjamin Dyball      | Team Sapura Cycling                  | + 16 s          |
| 4.º | Mekseb Debesay       | Bike Aid                             | + 26 s          |
| 5.º | Yonathan Monsalve    | Tianyoude Hotel Cycling Team         | + 26 s          |
| 6.º | Artur Fedosseyev     | Shenzhen Xidesheng                   | + 26 s          |
| 7.º | Erik Bergstrom Frisk | Memil Pro Cycling                    | + 26 s          |
| 8.º | Serguéi Nikoláyev    | China Continental Team of Gansu Bank | + 26 s          |
| 9.º | Saeid Safarzadeh     | Tianyoude Hotel Cycling Team         | + 26 s          |
| 10.º | Yecid Sierra         | Tianyoude Hotel Cycling Team         | + 26 s          |

| \| Clasificación general \| Clasificación general \| Clasificación general \| Clasificación general \| Clasificación general \| \| Ciclista \| Ciclista \| Equipo \| Tiempo \| \| \| --------------------- \| --------------------- \| ---------------------------- \| --------------------- \| --------------------- \| \| 1.º \| Robinson Chalapud \| Medellín \| 9 h 35 min 51 s \| \| \| 2.º \| Óscar Sevilla \| Medellín \| + 32 s \| \| \| 3.º \| Cristhian Montoya \| Medellín \| + 32 s \| \| \| 4.º \| Walter Vargas \| Medellín \| + 1 min 43 s \| \| \| 5.º \| Benjamin Dyball \| Team Sapura Cycling \| + 2 min 32 s \| \| \| 6.º \| Yonathan Monsalve \| Tianyoude Hotel Cycling Team \| + 3 min 04 s \| \| \| 7.º \| Erik Bergstrom Frisk \| Memil Pro Cycling \| + 3 min 04 s \| \| \| 8.º \| Rémy Rochas \| Delko Marseille Provence \| + 3 min 08 s \| \| \| 9.º \| Saeid Safarzadeh \| Tianyoude Hotel Cycling Team \| + 3 min 08 s \| \| \| 10.º \| Yecid Sierra \| Tianyoude Hotel Cycling Team \| + 3 min 08 s \| \| |                      |                              |                 |
| |                      |                              |                 |
| Fuente: ProCyclingStats |                      |                              |                 |
| Clasificación general |                      |                              |                 |
| Ciclista | Ciclista             | Equipo                       | Tiempo          |
| 1.º | Robinson Chalapud    | Medellín                     | 9 h 35 min 51 s |
| 2.º | Óscar Sevilla        | Medellín                     | + 32 s          |
| 3.º | Cristhian Montoya    | Medellín                     | + 32 s          |
| 4.º | Walter Vargas        | Medellín                     | + 1 min 43 s    |
| 5.º | Benjamin Dyball      | Team Sapura Cycling          | + 2 min 32 s    |
| 6.º | Yonathan Monsalve    | Tianyoude Hotel Cycling Team | + 3 min 04 s    |
| 7.º | Erik Bergstrom Frisk | Memil Pro Cycling            | + 3 min 04 s    |
| 8.º | Rémy Rochas          | Delko Marseille Provence     | + 3 min 08 s    |
| 9.º | Saeid Safarzadeh     | Tianyoude Hotel Cycling Team | + 3 min 08 s    |
| 10.º | Yecid Sierra         | Tianyoude Hotel Cycling Team | + 3 min 08 s    |

### 5.ª etapa
| Gonghe - Caka | etapa escarpada | (173 km) |

| \| Clasificación de la etapa \| Clasificación de la etapa \| Clasificación de la etapa \| Clasificación de la etapa \| Clasificación de la etapa \| \| Ciclista \| Ciclista \| Equipo \| Tiempo \| \| \| ------------------------- \| ------------------------- \| ----------------------------------- \| ------------------------- \| ------------------------- \| \| 1.º \| Geórgios Boúglas \| Ningxia Sports Lottery Livall Gusto \| 4 h 34 min 00 s \| \| \| 2.º \| Bas van der Kooij \| Monkey Town-À Bloc CT \| + 0 s \| \| \| 3.º \| Luca Pacioni \| Neri Sottoli-Selle Italia-KTM \| + 0 s \| \| \| 4.º \| Francisco Campos \| W52-FC Porto \| + 0 s \| \| \| 5.º \| Eduard-Michael Grosu \| Delko Marseille Provence \| + 0 s \| \| \| 6.º \| Roy Eefting \| Memil Pro Cycling \| + 0 s \| \| \| 7.º \| Daniel López Parada \| Burgos-BH \| + 0 s \| \| \| 8.º \| Imerio Cima \| Nippo-Vini Fantini-Faizanè \| + 0 s \| \| \| 9.º \| Brenton Jones \| Delko Marseille Provence \| + 0 s \| \| \| 10.º \| Manuel Peñalver \| Burgos-BH \| + 0 s \| \| |                      |                                     |                 |
| |                      |                                     |                 |
| Fuente: ProCyclingStats |                      |                                     |                 |
| Clasificación de la etapa |                      |                                     |                 |
| Ciclista | Ciclista             | Equipo                              | Tiempo          |
| 1.º | Geórgios Boúglas     | Ningxia Sports Lottery Livall Gusto | 4 h 34 min 00 s |
| 2.º | Bas van der Kooij    | Monkey Town-À Bloc CT               | + 0 s           |
| 3.º | Luca Pacioni         | Neri Sottoli-Selle Italia-KTM       | + 0 s           |
| 4.º | Francisco Campos     | W52-FC Porto                        | + 0 s           |
| 5.º | Eduard-Michael Grosu | Delko Marseille Provence            | + 0 s           |
| 6.º | Roy Eefting          | Memil Pro Cycling                   | + 0 s           |
| 7.º | Daniel López Parada  | Burgos-BH                           | + 0 s           |
| 8.º | Imerio Cima          | Nippo-Vini Fantini-Faizanè          | + 0 s           |
| 9.º | Brenton Jones        | Delko Marseille Provence            | + 0 s           |
| 10.º | Manuel Peñalver      | Burgos-BH                           | + 0 s           |

| \| Clasificación general \| Clasificación general \| Clasificación general \| Clasificación general \| Clasificación general \| \| Ciclista \| Ciclista \| Equipo \| Tiempo \| \| \| --------------------- \| --------------------- \| ---------------------------- \| --------------------- \| --------------------- \| \| 1.º \| Robinson Chalapud \| Medellín \| 14 h 09 min 51 s \| \| \| 2.º \| Óscar Sevilla \| Medellín \| + 32 s \| \| \| 3.º \| Cristhian Montoya \| Medellín \| + 32 s \| \| \| 4.º \| Walter Vargas \| Medellín \| + 2 min 03 s \| \| \| 5.º \| Benjamin Dyball \| Team Sapura Cycling \| + 2 min 32 s \| \| \| 6.º \| Yonathan Monsalve \| Tianyoude Hotel Cycling Team \| + 3 min 04 s \| \| \| 7.º \| Erik Bergstrom Frisk \| Memil Pro Cycling \| + 3 min 04 s \| \| \| 8.º \| Rémy Rochas \| Delko Marseille Provence \| + 3 min 08 s \| \| \| 9.º \| Yecid Sierra \| Tianyoude Hotel Cycling Team \| + 3 min 08 s \| \| \| 10.º \| Saeid Safarzadeh \| Tianyoude Hotel Cycling Team \| + 3 min 08 s \| \| |                      |                              |                  |
| |                      |                              |                  |
| Fuente: ProCyclingStats |                      |                              |                  |
| Clasificación general |                      |                              |                  |
| Ciclista | Ciclista             | Equipo                       | Tiempo           |
| 1.º | Robinson Chalapud    | Medellín                     | 14 h 09 min 51 s |
| 2.º | Óscar Sevilla        | Medellín                     | + 32 s           |
| 3.º | Cristhian Montoya    | Medellín                     | + 32 s           |
| 4.º | Walter Vargas        | Medellín                     | + 2 min 03 s     |
| 5.º | Benjamin Dyball      | Team Sapura Cycling          | + 2 min 32 s     |
| 6.º | Yonathan Monsalve    | Tianyoude Hotel Cycling Team | + 3 min 04 s     |
| 7.º | Erik Bergstrom Frisk | Memil Pro Cycling            | + 3 min 04 s     |
| 8.º | Rémy Rochas          | Delko Marseille Provence     | + 3 min 08 s     |
| 9.º | Yecid Sierra         | Tianyoude Hotel Cycling Team | + 3 min 08 s     |
| 10.º | Saeid Safarzadeh     | Tianyoude Hotel Cycling Team | + 3 min 08 s     |

### 6.ª etapa
| Caka - Bird Islet | etapa de media montaña | (136 km) |

| \| Clasificación de la etapa \| Clasificación de la etapa \| Clasificación de la etapa \| Clasificación de la etapa \| Clasificación de la etapa \| \| Ciclista \| Ciclista \| Equipo \| Tiempo \| \| \| ------------------------- \| ------------------------- \| -------------------------- \| ------------------------- \| ------------------------- \| \| 1.º \| Eduard-Michael Grosu \| Delko Marseille Provence \| 2 h 52 min 57 s \| \| \| 2.º \| Imerio Cima \| Nippo-Vini Fantini-Faizanè \| + 0 s \| \| \| 3.º \| Siarhei Papok \| Minsk Cycling Club \| + 0 s \| \| \| 4.º \| Matthew Gibson \| Burgos-BH \| + 0 s \| \| \| 5.º \| Marco Maronese \| Bardiani CSF \| + 0 s \| \| \| 6.º \| Manuel Peñalver \| Burgos-BH \| + 0 s \| \| \| 7.º \| Ahmet Örken \| Salcano Sakarya BB Team \| + 0 s \| \| \| 8.º \| Robinson Chalapud \| Medellín \| + 0 s \| \| \| 9.º \| Hernán Aguirre \| Interpro Cycling Academy \| + 0 s \| \| \| 10.º \| Sylwester Janiszewski \| Voster ATS Team \| + 0 s \| \| |                       |                            |                 |
| |                       |                            |                 |
| Fuente: ProCyclingStats |                       |                            |                 |
| Clasificación de la etapa |                       |                            |                 |
| Ciclista | Ciclista              | Equipo                     | Tiempo          |
| 1.º | Eduard-Michael Grosu  | Delko Marseille Provence   | 2 h 52 min 57 s |
| 2.º | Imerio Cima           | Nippo-Vini Fantini-Faizanè | + 0 s           |
| 3.º | Siarhei Papok         | Minsk Cycling Club         | + 0 s           |
| 4.º | Matthew Gibson        | Burgos-BH                  | + 0 s           |
| 5.º | Marco Maronese        | Bardiani CSF               | + 0 s           |
| 6.º | Manuel Peñalver       | Burgos-BH                  | + 0 s           |
| 7.º | Ahmet Örken           | Salcano Sakarya BB Team    | + 0 s           |
| 8.º | Robinson Chalapud     | Medellín                   | + 0 s           |
| 9.º | Hernán Aguirre        | Interpro Cycling Academy   | + 0 s           |
| 10.º | Sylwester Janiszewski | Voster ATS Team            | + 0 s           |

| \| Clasificación general \| Clasificación general \| Clasificación general \| Clasificación general \| Clasificación general \| \| Ciclista \| Ciclista \| Equipo \| Tiempo \| \| \| --------------------- \| --------------------- \| ----------------------------------- \| --------------------- \| --------------------- \| \| 1.º \| Robinson Chalapud \| Medellín \| 17 h 02 min 47 s \| \| \| 2.º \| Óscar Sevilla \| Medellín \| + 33 s \| \| \| 3.º \| Cristhian Montoya \| Medellín \| + 33 s \| \| \| 4.º \| Walter Vargas \| Medellín \| + 2 min 04 s \| \| \| 5.º \| Yonathan Monsalve \| Tianyoude Hotel Cycling Team \| + 3 min 05 s \| \| \| 6.º \| Erik Bergstrom Frisk \| Memil Pro Cycling \| + 3 min 05 s \| \| \| 7.º \| Rémy Rochas \| Delko Marseille Provence \| + 3 min 09 s \| \| \| 8.º \| Yecid Sierra \| Tianyoude Hotel Cycling Team \| + 3 min 09 s \| \| \| 9.º \| Róbigzon Oyola \| Medellín \| + 3 min 11 s \| \| \| 10.º \| Carlos Quintero \| Ningxia Sports Lottery Livall Gusto \| + 3 min 12 s \| \| |                      |                                     |                  |
| |                      |                                     |                  |
| Fuente: ProCyclingStats |                      |                                     |                  |
| Clasificación general |                      |                                     |                  |
| Ciclista | Ciclista             | Equipo                              | Tiempo           |
| 1.º | Robinson Chalapud    | Medellín                            | 17 h 02 min 47 s |
| 2.º | Óscar Sevilla        | Medellín                            | + 33 s           |
| 3.º | Cristhian Montoya    | Medellín                            | + 33 s           |
| 4.º | Walter Vargas        | Medellín                            | + 2 min 04 s     |
| 5.º | Yonathan Monsalve    | Tianyoude Hotel Cycling Team        | + 3 min 05 s     |
| 6.º | Erik Bergstrom Frisk | Memil Pro Cycling                   | + 3 min 05 s     |
| 7.º | Rémy Rochas          | Delko Marseille Provence            | + 3 min 09 s     |
| 8.º | Yecid Sierra         | Tianyoude Hotel Cycling Team        | + 3 min 09 s     |
| 9.º | Róbigzon Oyola       | Medellín                            | + 3 min 11 s     |
| 10.º | Carlos Quintero      | Ningxia Sports Lottery Livall Gusto | + 3 min 12 s     |

### 7.ª etapa
| Haiyan - Haiyan | contrarreloj individual | (42 km) |

| \| Clasificación de la etapa \| Clasificación de la etapa \| Clasificación de la etapa \| Clasificación de la etapa \| Clasificación de la etapa \| \| Ciclista \| Ciclista \| Equipo \| Tiempo \| \| \| ------------------------- \| ------------------------- \| ---------------------------- \| ------------------------- \| ------------------------- \| \| 1.º \| Benjamin Dyball \| Team Sapura Cycling \| 48 min 46 s \| \| \| 2.º \| Peter Koning \| Bike Aid \| + 1 min 23 s \| \| \| 3.º \| Walter Vargas \| Medellín \| + 1 min 50 s \| \| \| 4.º \| Justin Wolf \| Bike Aid \| + 2 min 00 s \| \| \| 5.º \| Robinson Chalapud \| Medellín \| + 2 min 03 s \| \| \| 6.º \| Róbigzon Oyola \| Medellín \| + 2 min 13 s \| \| \| 7.º \| Branislau Samoilau \| Minsk Cycling Club \| + 2 min 17 s \| \| \| 8.º \| Joaquim Silva \| W52-FC Porto \| + 2 min 27 s \| \| \| 9.º \| Erik Bergstrom Frisk \| Memil Pro Cycling \| + 2 min 29 s \| \| \| 10.º \| Nicolas Marini \| Tianyoude Hotel Cycling Team \| + 2 min 35 s \| \| |                      |                              |              |
| |                      |                              |              |
| Fuente: ProCyclingStats |                      |                              |              |
| Clasificación de la etapa |                      |                              |              |
| Ciclista | Ciclista             | Equipo                       | Tiempo       |
| 1.º | Benjamin Dyball      | Team Sapura Cycling          | 48 min 46 s  |
| 2.º | Peter Koning         | Bike Aid                     | + 1 min 23 s |
| 3.º | Walter Vargas        | Medellín                     | + 1 min 50 s |
| 4.º | Justin Wolf          | Bike Aid                     | + 2 min 00 s |
| 5.º | Robinson Chalapud    | Medellín                     | + 2 min 03 s |
| 6.º | Róbigzon Oyola       | Medellín                     | + 2 min 13 s |
| 7.º | Branislau Samoilau   | Minsk Cycling Club           | + 2 min 17 s |
| 8.º | Joaquim Silva        | W52-FC Porto                 | + 2 min 27 s |
| 9.º | Erik Bergstrom Frisk | Memil Pro Cycling            | + 2 min 29 s |
| 10.º | Nicolas Marini       | Tianyoude Hotel Cycling Team | + 2 min 35 s |

| \| Clasificación general \| Clasificación general \| Clasificación general \| Clasificación general \| Clasificación general \| \| Ciclista \| Ciclista \| Equipo \| Tiempo \| \| \| --------------------- \| --------------------- \| ---------------------------- \| --------------------- \| --------------------- \| \| 1.º \| Robinson Chalapud \| Medellín \| 17 h 53 min 37 s \| \| \| 2.º \| Óscar Sevilla \| Medellín \| + 1 min 24 s \| \| \| 3.º \| Walter Vargas \| Medellín \| + 1 min 51 s \| \| \| 4.º \| Benjamin Dyball \| Team Sapura Cycling \| + 2 min 17 s \| \| \| 5.º \| Cristhian Montoya \| Medellín \| + 2 min 46 s \| \| \| 6.º \| Róbigzon Oyola \| Medellín \| + 3 min 21 s \| \| \| 7.º \| Erik Bergstrom Frisk \| Memil Pro Cycling \| + 3 min 31 s \| \| \| 8.º \| Yecid Sierra \| Tianyoude Hotel Cycling Team \| + 3 min 41 s \| \| \| 9.º \| Joaquim Silva \| W52-FC Porto \| + 3 min 46 s \| \| \| 10.º \| Yonathan Monsalve \| Tianyoude Hotel Cycling Team \| + 4 min 18 s \| \| |                      |                              |                  |
| |                      |                              |                  |
| Fuente: ProCyclingStats |                      |                              |                  |
| Clasificación general |                      |                              |                  |
| Ciclista | Ciclista             | Equipo                       | Tiempo           |
| 1.º | Robinson Chalapud    | Medellín                     | 17 h 53 min 37 s |
| 2.º | Óscar Sevilla        | Medellín                     | + 1 min 24 s     |
| 3.º | Walter Vargas        | Medellín                     | + 1 min 51 s     |
| 4.º | Benjamin Dyball      | Team Sapura Cycling          | + 2 min 17 s     |
| 5.º | Cristhian Montoya    | Medellín                     | + 2 min 46 s     |
| 6.º | Róbigzon Oyola       | Medellín                     | + 3 min 21 s     |
| 7.º | Erik Bergstrom Frisk | Memil Pro Cycling            | + 3 min 31 s     |
| 8.º | Yecid Sierra         | Tianyoude Hotel Cycling Team | + 3 min 41 s     |
| 9.º | Joaquim Silva        | W52-FC Porto                 | + 3 min 46 s     |
| 10.º | Yonathan Monsalve    | Tianyoude Hotel Cycling Team | + 4 min 18 s     |

### 8.ª etapa
| Xihaizhen - Qingshizui Village | etapa de media montaña | (224 km) |

| \| Clasificación de la etapa \| Clasificación de la etapa \| Clasificación de la etapa \| Clasificación de la etapa \| Clasificación de la etapa \| \| Ciclista \| Ciclista \| Equipo \| Tiempo \| \| \| ------------------------- \| ------------------------- \| ------------------------------------ \| ------------------------- \| ------------------------- \| \| 1.º \| Alex Molenaar \| Monkey Town-À Bloc CT \| 5 h 07 min 37 s \| \| \| 2.º \| Branislau Samoilau \| Minsk Cycling Club \| + 1 min 38 s \| \| \| 3.º \| Hernán Aguirre \| Interpro Cycling Academy \| + 1 min 38 s \| \| \| 4.º \| Robinson Chalapud \| Medellín \| + 1 min 44 s \| \| \| 5.º \| Eduard-Michael Grosu \| Delko Marseille Provence \| + 1 min 51 s \| \| \| 6.º \| Álvaro Duarte \| China Continental Team of Gansu Bank \| + 2 min 04 s \| \| \| 7.º \| Evaldas Šiškevicius \| Delko Marseille Provence \| + 2 min 04 s \| \| \| 8.º \| Óscar Sevilla \| Medellín \| + 2 min 04 s \| \| \| 9.º \| Yecid Sierra \| Tianyoude Hotel Cycling Team \| + 2 min 04 s \| \| \| 10.º \| Benjamin Dyball \| Team Sapura Cycling \| + 2 min 04 s \| \| |                      |                                      |                 |
| |                      |                                      |                 |
| Fuente: ProCyclingStats |                      |                                      |                 |
| Clasificación de la etapa |                      |                                      |                 |
| Ciclista | Ciclista             | Equipo                               | Tiempo          |
| 1.º | Alex Molenaar        | Monkey Town-À Bloc CT                | 5 h 07 min 37 s |
| 2.º | Branislau Samoilau   | Minsk Cycling Club                   | + 1 min 38 s    |
| 3.º | Hernán Aguirre       | Interpro Cycling Academy             | + 1 min 38 s    |
| 4.º | Robinson Chalapud    | Medellín                             | + 1 min 44 s    |
| 5.º | Eduard-Michael Grosu | Delko Marseille Provence             | + 1 min 51 s    |
| 6.º | Álvaro Duarte        | China Continental Team of Gansu Bank | + 2 min 04 s    |
| 7.º | Evaldas Šiškevicius  | Delko Marseille Provence             | + 2 min 04 s    |
| 8.º | Óscar Sevilla        | Medellín                             | + 2 min 04 s    |
| 9.º | Yecid Sierra         | Tianyoude Hotel Cycling Team         | + 2 min 04 s    |
| 10.º | Benjamin Dyball      | Team Sapura Cycling                  | + 2 min 04 s    |

| \| Clasificación general \| Clasificación general \| Clasificación general \| Clasificación general \| Clasificación general \| \| Ciclista \| Ciclista \| Equipo \| Tiempo \| \| \| --------------------- \| --------------------- \| ----------------------------------- \| --------------------- \| --------------------- \| \| 1.º \| Robinson Chalapud \| Medellín \| 23 h 02 min 58 s \| \| \| 2.º \| Óscar Sevilla \| Medellín \| + 1 min 44 s \| \| \| 3.º \| Benjamin Dyball \| Team Sapura Cycling \| + 2 min 37 s \| \| \| 4.º \| Yecid Sierra \| Tianyoude Hotel Cycling Team \| + 4 min 01 s \| \| \| 5.º \| Erik Bergstrom Frisk \| Memil Pro Cycling \| + 4 min 07 s \| \| \| 6.º \| Róbigzon Oyola \| Medellín \| + 4 min 17 s \| \| \| 7.º \| Joaquim Silva \| W52-FC Porto \| + 4 min 22 s \| \| \| 8.º \| Branislau Samoilau \| Minsk Cycling Club \| + 4 min 25 s \| \| \| 9.º \| Yonathan Monsalve \| Tianyoude Hotel Cycling Team \| + 4 min 54 s \| \| \| 10.º \| Oleksandr Polivoda \| Ningxia Sports Lottery Livall Gusto \| + 5 min 16 s \| \| |                      |                                     |                  |
| |                      |                                     |                  |
| Fuente: ProCyclingStats |                      |                                     |                  |
| Clasificación general |                      |                                     |                  |
| Ciclista | Ciclista             | Equipo                              | Tiempo           |
| 1.º | Robinson Chalapud    | Medellín                            | 23 h 02 min 58 s |
| 2.º | Óscar Sevilla        | Medellín                            | + 1 min 44 s     |
| 3.º | Benjamin Dyball      | Team Sapura Cycling                 | + 2 min 37 s     |
| 4.º | Yecid Sierra         | Tianyoude Hotel Cycling Team        | + 4 min 01 s     |
| 5.º | Erik Bergstrom Frisk | Memil Pro Cycling                   | + 4 min 07 s     |
| 6.º | Róbigzon Oyola       | Medellín                            | + 4 min 17 s     |
| 7.º | Joaquim Silva        | W52-FC Porto                        | + 4 min 22 s     |
| 8.º | Branislau Samoilau   | Minsk Cycling Club                  | + 4 min 25 s     |
| 9.º | Yonathan Monsalve    | Tianyoude Hotel Cycling Team        | + 4 min 54 s     |
| 10.º | Oleksandr Polivoda   | Ningxia Sports Lottery Livall Gusto | + 5 min 16 s     |

### 9.ª etapa
| Menyuan - Minle | etapa de media montaña | (160 km) |

| \| Clasificación de la etapa \| Clasificación de la etapa \| Clasificación de la etapa \| Clasificación de la etapa \| Clasificación de la etapa \| \| Ciclista \| Ciclista \| Equipo \| Tiempo \| \| \| ------------------------- \| ------------------------- \| ----------------------------- \| ------------------------- \| ------------------------- \| \| 1.º \| Siarhei Papok \| Minsk Cycling Club \| 3 h 44 min 42 s \| \| \| 2.º \| Daniel López Parada \| Burgos-BH \| + 0 s \| \| \| 3.º \| Eduard-Michael Grosu \| Delko Marseille Provence \| + 0 s \| \| \| 4.º \| Umberto Marengo \| Neri Sottoli-Selle Italia-KTM \| + 0 s \| \| \| 5.º \| Imerio Cima \| Nippo-Vini Fantini-Faizanè \| + 0 s \| \| \| 6.º \| Bas van der Kooij \| Monkey Town-À Bloc CT \| + 0 s \| \| \| 7.º \| Roman Maikin \| Minsk Cycling Club \| + 0 s \| \| \| 8.º \| Nicolas Marini \| Tianyoude Hotel Cycling Team \| + 0 s \| \| \| 9.º \| Manuel Peñalver \| Burgos-BH \| + 0 s \| \| \| 10.º \| Onur Balkan \| Salcano Sakarya BB Team \| + 0 s \| \| |                      |                               |                 |
| |                      |                               |                 |
| Fuente: ProCyclingStats |                      |                               |                 |
| Clasificación de la etapa |                      |                               |                 |
| Ciclista | Ciclista             | Equipo                        | Tiempo          |
| 1.º | Siarhei Papok        | Minsk Cycling Club            | 3 h 44 min 42 s |
| 2.º | Daniel López Parada  | Burgos-BH                     | + 0 s           |
| 3.º | Eduard-Michael Grosu | Delko Marseille Provence      | + 0 s           |
| 4.º | Umberto Marengo      | Neri Sottoli-Selle Italia-KTM | + 0 s           |
| 5.º | Imerio Cima          | Nippo-Vini Fantini-Faizanè    | + 0 s           |
| 6.º | Bas van der Kooij    | Monkey Town-À Bloc CT         | + 0 s           |
| 7.º | Roman Maikin         | Minsk Cycling Club            | + 0 s           |
| 8.º | Nicolas Marini       | Tianyoude Hotel Cycling Team  | + 0 s           |
| 9.º | Manuel Peñalver      | Burgos-BH                     | + 0 s           |
| 10.º | Onur Balkan          | Salcano Sakarya BB Team       | + 0 s           |

| \| Clasificación general \| Clasificación general \| Clasificación general \| Clasificación general \| Clasificación general \| \| Ciclista \| Ciclista \| Equipo \| Tiempo \| \| \| --------------------- \| --------------------- \| ----------------------------------- \| --------------------- \| --------------------- \| \| 1.º \| Robinson Chalapud \| Medellín \| 26 h 47 min 40 s \| \| \| 2.º \| Óscar Sevilla \| Medellín \| + 1 min 44 s \| \| \| 3.º \| Benjamin Dyball \| Team Sapura Cycling \| + 2 min 37 s \| \| \| 4.º \| Yecid Sierra \| Tianyoude Hotel Cycling Team \| + 4 min 01 s \| \| \| 5.º \| Erik Bergstrom Frisk \| Memil Pro Cycling \| + 4 min 07 s \| \| \| 6.º \| Róbigzon Oyola \| Medellín \| + 4 min 17 s \| \| \| 7.º \| Joaquim Silva \| W52-FC Porto \| + 4 min 22 s \| \| \| 8.º \| Branislau Samoilau \| Minsk Cycling Club \| + 4 min 25 s \| \| \| 9.º \| Yonathan Monsalve \| Tianyoude Hotel Cycling Team \| + 4 min 54 s \| \| \| 10.º \| Oleksandr Polivoda \| Ningxia Sports Lottery Livall Gusto \| + 5 min 16 s \| \| |                      |                                     |                  |
| |                      |                                     |                  |
| Fuente: ProCyclingStats |                      |                                     |                  |
| Clasificación general |                      |                                     |                  |
| Ciclista | Ciclista             | Equipo                              | Tiempo           |
| 1.º | Robinson Chalapud    | Medellín                            | 26 h 47 min 40 s |
| 2.º | Óscar Sevilla        | Medellín                            | + 1 min 44 s     |
| 3.º | Benjamin Dyball      | Team Sapura Cycling                 | + 2 min 37 s     |
| 4.º | Yecid Sierra         | Tianyoude Hotel Cycling Team        | + 4 min 01 s     |
| 5.º | Erik Bergstrom Frisk | Memil Pro Cycling                   | + 4 min 07 s     |
| 6.º | Róbigzon Oyola       | Medellín                            | + 4 min 17 s     |
| 7.º | Joaquim Silva        | W52-FC Porto                        | + 4 min 22 s     |
| 8.º | Branislau Samoilau   | Minsk Cycling Club                  | + 4 min 25 s     |
| 9.º | Yonathan Monsalve    | Tianyoude Hotel Cycling Team        | + 4 min 54 s     |
| 10.º | Oleksandr Polivoda   | Ningxia Sports Lottery Livall Gusto | + 5 min 16 s     |

### 10.ª etapa
| Jinchang - Wuwei | etapa llana | (116 km) |

| \| Clasificación de la etapa \| Clasificación de la etapa \| Clasificación de la etapa \| Clasificación de la etapa \| Clasificación de la etapa \| \| Ciclista \| Ciclista \| Equipo \| Tiempo \| \| \| ------------------------- \| ------------------------- \| ------------------------------------ \| ------------------------- \| ------------------------- \| \| 1.º \| Andrea Guardini \| Bardiani CSF \| 2 h 28 min 33 s \| \| \| 2.º \| Bas van der Kooij \| Monkey Town-À Bloc CT \| + 0 s \| \| \| 3.º \| Imerio Cima \| Nippo-Vini Fantini-Faizanè \| + 0 s \| \| \| 4.º \| Onur Balkan \| Salcano Sakarya BB Team \| + 0 s \| \| \| 5.º \| Wouter Wippert \| EvoPro Racing \| + 0 s \| \| \| 6.º \| Eduard-Michael Grosu \| Delko Marseille Provence \| + 0 s \| \| \| 7.º \| Serguéi Nikoláyev \| China Continental Team of Gansu Bank \| + 0 s \| \| \| 8.º \| Geórgios Boúglas \| Ningxia Sports Lottery Livall Gusto \| + 0 s \| \| \| 9.º \| Roy Eefting \| Memil Pro Cycling \| + 0 s \| \| \| 10.º \| Ahmet Örken \| Salcano Sakarya BB Team \| + 0 s \| \| |                      |                                      |                 |
| |                      |                                      |                 |
| Fuente: ProCyclingStats |                      |                                      |                 |
| Clasificación de la etapa |                      |                                      |                 |
| Ciclista | Ciclista             | Equipo                               | Tiempo          |
| 1.º | Andrea Guardini      | Bardiani CSF                         | 2 h 28 min 33 s |
| 2.º | Bas van der Kooij    | Monkey Town-À Bloc CT                | + 0 s           |
| 3.º | Imerio Cima          | Nippo-Vini Fantini-Faizanè           | + 0 s           |
| 4.º | Onur Balkan          | Salcano Sakarya BB Team              | + 0 s           |
| 5.º | Wouter Wippert       | EvoPro Racing                        | + 0 s           |
| 6.º | Eduard-Michael Grosu | Delko Marseille Provence             | + 0 s           |
| 7.º | Serguéi Nikoláyev    | China Continental Team of Gansu Bank | + 0 s           |
| 8.º | Geórgios Boúglas     | Ningxia Sports Lottery Livall Gusto  | + 0 s           |
| 9.º | Roy Eefting          | Memil Pro Cycling                    | + 0 s           |
| 10.º | Ahmet Örken          | Salcano Sakarya BB Team              | + 0 s           |

| \| Clasificación general \| Clasificación general \| Clasificación general \| Clasificación general \| Clasificación general \| \| Ciclista \| Ciclista \| Equipo \| Tiempo \| \| \| --------------------- \| --------------------- \| ----------------------------------- \| --------------------- \| --------------------- \| \| 1.º \| Robinson Chalapud \| Medellín \| 29 h 16 min 13 s \| \| \| 2.º \| Óscar Sevilla \| Medellín \| + 1 min 44 s \| \| \| 3.º \| Benjamin Dyball \| Team Sapura Cycling \| + 2 min 37 s \| \| \| 4.º \| Erik Bergstrom Frisk \| Memil Pro Cycling \| + 4 min 07 s \| \| \| 5.º \| Yecid Sierra \| Tianyoude Hotel Cycling Team \| + 4 min 11 s \| \| \| 6.º \| Róbigzon Oyola \| Medellín \| + 4 min 17 s \| \| \| 7.º \| Joaquim Silva \| W52-FC Porto \| + 4 min 22 s \| \| \| 8.º \| Branislau Samoilau \| Minsk Cycling Club \| + 4 min 25 s \| \| \| 9.º \| Yonathan Monsalve \| Tianyoude Hotel Cycling Team \| + 4 min 54 s \| \| \| 10.º \| Oleksandr Polivoda \| Ningxia Sports Lottery Livall Gusto \| + 5 min 16 s \| \| |                      |                                     |                  |
| |                      |                                     |                  |
| Fuente: ProCyclingStats |                      |                                     |                  |
| Clasificación general |                      |                                     |                  |
| Ciclista | Ciclista             | Equipo                              | Tiempo           |
| 1.º | Robinson Chalapud    | Medellín                            | 29 h 16 min 13 s |
| 2.º | Óscar Sevilla        | Medellín                            | + 1 min 44 s     |
| 3.º | Benjamin Dyball      | Team Sapura Cycling                 | + 2 min 37 s     |
| 4.º | Erik Bergstrom Frisk | Memil Pro Cycling                   | + 4 min 07 s     |
| 5.º | Yecid Sierra         | Tianyoude Hotel Cycling Team        | + 4 min 11 s     |
| 6.º | Róbigzon Oyola       | Medellín                            | + 4 min 17 s     |
| 7.º | Joaquim Silva        | W52-FC Porto                        | + 4 min 22 s     |
| 8.º | Branislau Samoilau   | Minsk Cycling Club                  | + 4 min 25 s     |
| 9.º | Yonathan Monsalve    | Tianyoude Hotel Cycling Team        | + 4 min 54 s     |
| 10.º | Oleksandr Polivoda   | Ningxia Sports Lottery Livall Gusto | + 5 min 16 s     |

### 11.ª etapa
| Minqin - Desierto de Tengger | etapa escarpada | (153 km) |

| \| Clasificación de la etapa \| Clasificación de la etapa \| Clasificación de la etapa \| Clasificación de la etapa \| Clasificación de la etapa \| \| Ciclista \| Ciclista \| Equipo \| Tiempo \| \| \| ------------------------- \| ------------------------- \| ----------------------------------- \| ------------------------- \| ------------------------- \| \| 1.º \| Roy Eefting \| Memil Pro Cycling \| 3 h 23 min 03 s \| \| \| 2.º \| Bas van der Kooij \| Monkey Town-À Bloc CT \| + 0 s \| \| \| 3.º \| Geórgios Boúglas \| Ningxia Sports Lottery Livall Gusto \| + 0 s \| \| \| 4.º \| Andrea Guardini \| Bardiani CSF \| + 0 s \| \| \| 5.º \| Eduard-Michael Grosu \| Delko Marseille Provence \| + 0 s \| \| \| 6.º \| Imerio Cima \| Nippo-Vini Fantini-Faizanè \| + 0 s \| \| \| 7.º \| Roman Maikin \| Minsk Cycling Club \| + 0 s \| \| \| 8.º \| Nicolas Marini \| Tianyoude Hotel Cycling Team \| + 0 s \| \| \| 9.º \| Ahmet Örken \| Salcano Sakarya BB Team \| + 0 s \| \| \| 10.º \| Zhi Hui Jiang \| Mitchelton-BikeExchange \| + 0 s \| \| |                      |                                     |                 |
| |                      |                                     |                 |
| Fuente: ProCyclingStats |                      |                                     |                 |
| Clasificación de la etapa |                      |                                     |                 |
| Ciclista | Ciclista             | Equipo                              | Tiempo          |
| 1.º | Roy Eefting          | Memil Pro Cycling                   | 3 h 23 min 03 s |
| 2.º | Bas van der Kooij    | Monkey Town-À Bloc CT               | + 0 s           |
| 3.º | Geórgios Boúglas     | Ningxia Sports Lottery Livall Gusto | + 0 s           |
| 4.º | Andrea Guardini      | Bardiani CSF                        | + 0 s           |
| 5.º | Eduard-Michael Grosu | Delko Marseille Provence            | + 0 s           |
| 6.º | Imerio Cima          | Nippo-Vini Fantini-Faizanè          | + 0 s           |
| 7.º | Roman Maikin         | Minsk Cycling Club                  | + 0 s           |
| 8.º | Nicolas Marini       | Tianyoude Hotel Cycling Team        | + 0 s           |
| 9.º | Ahmet Örken          | Salcano Sakarya BB Team             | + 0 s           |
| 10.º | Zhi Hui Jiang        | Mitchelton-BikeExchange             | + 0 s           |

| \| Clasificación general \| Clasificación general \| Clasificación general \| Clasificación general \| Clasificación general \| \| Ciclista \| Ciclista \| Equipo \| Tiempo \| \| \| --------------------- \| --------------------- \| ----------------------------------- \| --------------------- \| --------------------- \| \| 1.º \| Robinson Chalapud \| Medellín \| 32 h 39 min 16 s \| \| \| 2.º \| Óscar Sevilla \| Medellín \| + 1 min 44 s \| \| \| 3.º \| Benjamin Dyball \| Team Sapura Cycling \| + 2 min 37 s \| \| \| 4.º \| Erik Bergstrom Frisk \| Memil Pro Cycling \| + 4 min 07 s \| \| \| 5.º \| Yecid Sierra \| Tianyoude Hotel Cycling Team \| + 4 min 11 s \| \| \| 6.º \| Róbigzon Oyola \| Medellín \| + 4 min 17 s \| \| \| 7.º \| Joaquim Silva \| W52-FC Porto \| + 4 min 22 s \| \| \| 8.º \| Branislau Samoilau \| Minsk Cycling Club \| + 4 min 22 s \| \| \| 9.º \| Yonathan Monsalve \| Tianyoude Hotel Cycling Team \| + 5 min 04 s \| \| \| 10.º \| Oleksandr Polivoda \| Ningxia Sports Lottery Livall Gusto \| + 5 min 16 s \| \| |                      |                                     |                  |
| |                      |                                     |                  |
| Fuente: ProCyclingStats |                      |                                     |                  |
| Clasificación general |                      |                                     |                  |
| Ciclista | Ciclista             | Equipo                              | Tiempo           |
| 1.º | Robinson Chalapud    | Medellín                            | 32 h 39 min 16 s |
| 2.º | Óscar Sevilla        | Medellín                            | + 1 min 44 s     |
| 3.º | Benjamin Dyball      | Team Sapura Cycling                 | + 2 min 37 s     |
| 4.º | Erik Bergstrom Frisk | Memil Pro Cycling                   | + 4 min 07 s     |
| 5.º | Yecid Sierra         | Tianyoude Hotel Cycling Team        | + 4 min 11 s     |
| 6.º | Róbigzon Oyola       | Medellín                            | + 4 min 17 s     |
| 7.º | Joaquim Silva        | W52-FC Porto                        | + 4 min 22 s     |
| 8.º | Branislau Samoilau   | Minsk Cycling Club                  | + 4 min 22 s     |
| 9.º | Yonathan Monsalve    | Tianyoude Hotel Cycling Team        | + 5 min 04 s     |
| 10.º | Oleksandr Polivoda   | Ningxia Sports Lottery Livall Gusto | + 5 min 16 s     |

### 12.ª etapa
| Zhongwei - Zhongwei | etapa llana | (111 km) |

| \| Clasificación de la etapa \| Clasificación de la etapa \| Clasificación de la etapa \| Clasificación de la etapa \| Clasificación de la etapa \| \| Ciclista \| Ciclista \| Equipo \| Tiempo \| \| \| ------------------------- \| ------------------------- \| ----------------------------------- \| ------------------------- \| ------------------------- \| \| 1.º \| Roy Eefting \| Memil Pro Cycling \| 2 h 16 min 15 s \| \| \| 2.º \| Eduard-Michael Grosu \| Delko Marseille Provence \| + 0 s \| \| \| 3.º \| Geórgios Boúglas \| Ningxia Sports Lottery Livall Gusto \| + 0 s \| \| \| 4.º \| Imerio Cima \| Nippo-Vini Fantini-Faizanè \| + 0 s \| \| \| 5.º \| Siarhei Papok \| Minsk Cycling Club \| + 0 s \| \| \| 6.º \| Brenton Jones \| Delko Marseille Provence \| + 0 s \| \| \| 7.º \| Bas van der Kooij \| Monkey Town-À Bloc CT \| + 0 s \| \| \| 8.º \| Matthew Gibson \| Burgos-BH \| + 0 s \| \| \| 9.º \| Daniel López Parada \| Burgos-BH \| + 0 s \| \| \| 10.º \| Nicolas Marini \| Tianyoude Hotel Cycling Team \| + 0 s \| \| |                      |                                     |                 |
| |                      |                                     |                 |
| Fuente: ProCyclingStats |                      |                                     |                 |
| Clasificación de la etapa |                      |                                     |                 |
| Ciclista | Ciclista             | Equipo                              | Tiempo          |
| 1.º | Roy Eefting          | Memil Pro Cycling                   | 2 h 16 min 15 s |
| 2.º | Eduard-Michael Grosu | Delko Marseille Provence            | + 0 s           |
| 3.º | Geórgios Boúglas     | Ningxia Sports Lottery Livall Gusto | + 0 s           |
| 4.º | Imerio Cima          | Nippo-Vini Fantini-Faizanè          | + 0 s           |
| 5.º | Siarhei Papok        | Minsk Cycling Club                  | + 0 s           |
| 6.º | Brenton Jones        | Delko Marseille Provence            | + 0 s           |
| 7.º | Bas van der Kooij    | Monkey Town-À Bloc CT               | + 0 s           |
| 8.º | Matthew Gibson       | Burgos-BH                           | + 0 s           |
| 9.º | Daniel López Parada  | Burgos-BH                           | + 0 s           |
| 10.º | Nicolas Marini       | Tianyoude Hotel Cycling Team        | + 0 s           |

| \| Clasificación general \| Clasificación general \| Clasificación general \| Clasificación general \| Clasificación general \| \| Ciclista \| Ciclista \| Equipo \| Tiempo \| \| \| --------------------- \| --------------------- \| ----------------------------------- \| --------------------- \| --------------------- \| \| 1.º \| Robinson Chalapud \| Medellín \| 34 h 55 min 31 s \| \| \| 2.º \| Óscar Sevilla \| Medellín \| + 1 min 44 s \| \| \| 3.º \| Benjamin Dyball \| Team Sapura Cycling \| + 2 min 37 s \| \| \| 4.º \| Erik Bergstrom Frisk \| Memil Pro Cycling \| + 4 min 07 s \| \| \| 5.º \| Yecid Sierra \| Tianyoude Hotel Cycling Team \| + 4 min 11 s \| \| \| 6.º \| Róbigzon Oyola \| Medellín \| + 4 min 17 s \| \| \| 7.º \| Joaquim Silva \| W52-FC Porto \| + 4 min 22 s \| \| \| 8.º \| Yonathan Monsalve \| Tianyoude Hotel Cycling Team \| + 5 min 04 s \| \| \| 9.º \| Oleksandr Polivoda \| Ningxia Sports Lottery Livall Gusto \| + 5 min 13 s \| \| \| 10.º \| Branislau Samoilau \| Minsk Cycling Club \| + 5 min 49 s \| \| |                      |                                     |                  |
| |                      |                                     |                  |
| Fuente: ProCyclingStats |                      |                                     |                  |
| Clasificación general |                      |                                     |                  |
| Ciclista | Ciclista             | Equipo                              | Tiempo           |
| 1.º | Robinson Chalapud    | Medellín                            | 34 h 55 min 31 s |
| 2.º | Óscar Sevilla        | Medellín                            | + 1 min 44 s     |
| 3.º | Benjamin Dyball      | Team Sapura Cycling                 | + 2 min 37 s     |
| 4.º | Erik Bergstrom Frisk | Memil Pro Cycling                   | + 4 min 07 s     |
| 5.º | Yecid Sierra         | Tianyoude Hotel Cycling Team        | + 4 min 11 s     |
| 6.º | Róbigzon Oyola       | Medellín                            | + 4 min 17 s     |
| 7.º | Joaquim Silva        | W52-FC Porto                        | + 4 min 22 s     |
| 8.º | Yonathan Monsalve    | Tianyoude Hotel Cycling Team        | + 5 min 04 s     |
| 9.º | Oleksandr Polivoda   | Ningxia Sports Lottery Livall Gusto | + 5 min 13 s     |
| 10.º | Branislau Samoilau   | Minsk Cycling Club                  | + 5 min 49 s     |

### 13.ª etapa
| Yinchuan - Yinchuan | etapa llana | (117 km) |

| \| Clasificación de la etapa \| Clasificación de la etapa \| Clasificación de la etapa \| Clasificación de la etapa \| Clasificación de la etapa \| \| Ciclista \| Ciclista \| Equipo \| Tiempo \| \| \| ------------------------- \| ------------------------- \| ----------------------------------- \| ------------------------- \| ------------------------- \| \| 1.º \| Matthew Gibson \| Burgos-BH \| 2 h 23 min 09 s \| \| \| 2.º \| Roy Eefting \| Memil Pro Cycling \| + 0 s \| \| \| 3.º \| Bas van der Kooij \| Monkey Town-À Bloc CT \| + 0 s \| \| \| 4.º \| Geórgios Boúglas \| Ningxia Sports Lottery Livall Gusto \| + 0 s \| \| \| 5.º \| Lucas Carstensen \| Bike Aid \| + 0 s \| \| \| 6.º \| Eduard-Michael Grosu \| Delko Marseille Provence \| + 0 s \| \| \| 7.º \| Imerio Cima \| Nippo-Vini Fantini-Faizanè \| + 0 s \| \| \| 8.º \| Mekseb Debesay \| Bike Aid \| + 0 s \| \| \| 9.º \| Umberto Marengo \| Neri Sottoli-Selle Italia-KTM \| + 0 s \| \| \| 10.º \| Andrea Guardini \| Bardiani CSF \| + 0 s \| \| |                      |                                     |                 |
| |                      |                                     |                 |
| Fuente: ProCyclingStats |                      |                                     |                 |
| Clasificación de la etapa |                      |                                     |                 |
| Ciclista | Ciclista             | Equipo                              | Tiempo          |
| 1.º | Matthew Gibson       | Burgos-BH                           | 2 h 23 min 09 s |
| 2.º | Roy Eefting          | Memil Pro Cycling                   | + 0 s           |
| 3.º | Bas van der Kooij    | Monkey Town-À Bloc CT               | + 0 s           |
| 4.º | Geórgios Boúglas     | Ningxia Sports Lottery Livall Gusto | + 0 s           |
| 5.º | Lucas Carstensen     | Bike Aid                            | + 0 s           |
| 6.º | Eduard-Michael Grosu | Delko Marseille Provence            | + 0 s           |
| 7.º | Imerio Cima          | Nippo-Vini Fantini-Faizanè          | + 0 s           |
| 8.º | Mekseb Debesay       | Bike Aid                            | + 0 s           |
| 9.º | Umberto Marengo      | Neri Sottoli-Selle Italia-KTM       | + 0 s           |
| 10.º | Andrea Guardini      | Bardiani CSF                        | + 0 s           |

## Clasificaciones finales
Las clasificaciones finalizaron de la siguiente forma:

### Clasificación general
| \| Clasificación general \| Clasificación general \| Clasificación general \| Clasificación general \| Clasificación general \| \| Ciclista \| Ciclista \| Equipo \| Tiempo \| \| \| --------------------- \| --------------------- \| ----------------------------------- \| --------------------- \| --------------------- \| \| 1.º \| Robinson Chalapud \| Medellín \| 37 h 18 min 40 s \| \| \| 2.º \| Óscar Sevilla \| Medellín \| + 1 min 44 s \| \| \| 3.º \| Benjamin Dyball \| Team Sapura Cycling \| + 2 min 37 s \| \| \| 4.º \| Erik Bergstrom Frisk \| Memil Pro Cycling \| + 4 min 07 s \| \| \| 5.º \| Yecid Sierra \| Tianyoude Hotel Cycling Team \| + 4 min 11 s \| \| \| 6.º \| Róbigzon Oyola \| Medellín \| + 4 min 17 s \| \| \| 7.º \| Joaquim Silva \| W52-FC Porto \| + 4 min 22 s \| \| \| 8.º \| Yonathan Monsalve \| Tianyoude Hotel Cycling Team \| + 5 min 04 s \| \| \| 9.º \| Oleksandr Polivoda \| Ningxia Sports Lottery Livall Gusto \| + 5 min 13 s \| \| \| 10.º \| Branislau Samoilau \| Minsk Cycling Club \| + 5 min 49 s \| \| |                      |                                     |                  |
| |                      |                                     |                  |
| Fuente: ProCyclingStats |                      |                                     |                  |
| Clasificación general |                      |                                     |                  |
| Ciclista | Ciclista             | Equipo                              | Tiempo           |
| 1.º | Robinson Chalapud    | Medellín                            | 37 h 18 min 40 s |
| 2.º | Óscar Sevilla        | Medellín                            | + 1 min 44 s     |
| 3.º | Benjamin Dyball      | Team Sapura Cycling                 | + 2 min 37 s     |
| 4.º | Erik Bergstrom Frisk | Memil Pro Cycling                   | + 4 min 07 s     |
| 5.º | Yecid Sierra         | Tianyoude Hotel Cycling Team        | + 4 min 11 s     |
| 6.º | Róbigzon Oyola       | Medellín                            | + 4 min 17 s     |
| 7.º | Joaquim Silva        | W52-FC Porto                        | + 4 min 22 s     |
| 8.º | Yonathan Monsalve    | Tianyoude Hotel Cycling Team        | + 5 min 04 s     |
| 9.º | Oleksandr Polivoda   | Ningxia Sports Lottery Livall Gusto | + 5 min 13 s     |
| 10.º | Branislau Samoilau   | Minsk Cycling Club                  | + 5 min 49 s     |

### Clasificación por puntos
| Clasificación por puntos | Clasificación por puntos | Clasificación por puntos            | Clasificación por puntos | Clasificación por puntos |
| Ciclista                 | Ciclista                 | Equipo                              | Puntos                   |                          |
| ------------------------ | ------------------------ | ----------------------------------- | ------------------------ | ------------------------ |
| 1.º                      | Eduard-Michael Grosu     | Delko Marseille Provence            | 117 pts                  |                          |
| 2.º                      | Bas van der Kooij        | Monkey Town-À Bloc CT               | 86 pts                   |                          |
| 3.º                      | Imerio Cima              | Nippo-Vini Fantini-Faizanè          | 85 pts                   |                          |
| 4.º                      | Geórgios Boúglas         | Ningxia Sports Lottery Livall Gusto | 79 pts                   |                          |
| 5.º                      | Roy Eefting              | Memil Pro Cycling                   | 67 pts                   |                          |
| 6.º                      | Matthew Gibson           | Burgos-BH                           | 50 pts                   |                          |
| 7.º                      | Nicolas Marini           | Tianyoude Hotel Cycling Team        | 48 pts                   |                          |
| 8.º                      | Robinson Chalapud        | Medellín                            | 46 pts                   |                          |
| 9.º                      | Siarhei Papok            | Minsk Cycling Club                  | 43 pts                   |                          |
| 10.º                     | Daniel López Parada      | Burgos-BH                           | 39 pts                   |                          |

### Clasificación de la montaña
| Clasificación de la montaña | Clasificación de la montaña | Clasificación de la montaña          | Clasificación de la montaña | Clasificación de la montaña |
| Ciclista                    | Ciclista                    | Equipo                               | Puntos                      |                             |
| --------------------------- | --------------------------- | ------------------------------------ | --------------------------- | --------------------------- |
| 1.º                         | Hernán Aguirre              | Interpro Cycling Academy             | 64 pts                      |                             |
| 2.º                         | Álvaro Duarte               | China Continental Team of Gansu Bank | 56 pts                      |                             |
| 3.º                         | Robinson Chalapud           | Medellín                             | 54 pts                      |                             |
| 4.º                         | Yonathan Monsalve           | Tianyoude Hotel Cycling Team         | 30 pts                      |                             |
| 5.º                         | Cristhian Montoya           | Medellín                             | 30 pts                      |                             |
| 6.º                         | Alex Molenaar               | Monkey Town-À Bloc CT                | 20 pts                      |                             |
| 7.º                         | Joaquim Silva               | W52-FC Porto                         | 19 pts                      |                             |
| 8.º                         | Branislau Samoilau          | Minsk Cycling Club                   | 18 pts                      |                             |
| 9.º                         | Mario Vogt                  | Team Sapura Cycling                  | 16 pts                      |                             |
| 10.º                        | Artur Fedosseyev            | Shenzhen Xidesheng                   | 15 pts                      |                             |

### Clasificación por equipos
| Clasificación por equipos | Clasificación por equipos           | Clasificación por equipos | Clasificación por equipos |
| Equipo                    | Equipo                              | Tiempo                    |                           |
| ------------------------- | ----------------------------------- | ------------------------- | ------------------------- |
| 1.º                       | Medellín                            | 110 h 19 min 12 s         |                           |
| 2.º                       | Tianyoude Hotel                     | + 6 min 50 s              |                           |
| 3.º                       | Delko-Marseille Provence            | + 10 min 55 s             |                           |
| 4.º                       | Mitchelton-BikeExchange             | + 19 min 01 s             |                           |
| 5.º                       | W52-FC Porto                        | + 19 min 01 s             |                           |
| 6.º                       | Sapura                              | + 20 min 35 s             |                           |
| 7.º                       | Bike Aid                            | + 22 min 30 s             |                           |
| 8.º                       | Ningxia Sports Lottery Livall Gusto | + 22 min 30 s             |                           |
| 9.º                       | Neri Sottoli-Selle Italia-KTM       | + 28 min 47 s             |                           |
| 10.º                      | Monkey Town-à Bloc CT               | + 40 min 44 s             |                           |

## Evolución de las clasificaciones
| Etapa                   | Vencedor                | Clasificación general | Clasificación por puntos | Clasificación de la montaña | Clasificación del mejor asiático | Clasificación por equipos |
| ----------------------- | ----------------------- | --------------------- | ------------------------ | --------------------------- | -------------------------------- | ------------------------- |
| 1.ª                     | Medellín                | Róbigzon Oyola        | no se entregó            | no se entregó               | Li Jun Bai                       | Medellín                  |
| 2.ª                     | Brenton Jones           | Weimar Roldán         | Brenton Jones            | no se entregó               | Li Jun Bai                       | Medellín                  |
| 3.ª                     | Eduard-Michael Grosu    | Óscar Sevilla         | Luca Pacioni             | Álvaro Duarte               | Jiankun Liu                      | Medellín                  |
| 4.ª                     | Hernán Aguirre          | Robinson Chalapud     | Luca Pacioni             | Álvaro Duarte               | Saeeid Safarzadeh                | Medellín                  |
| 5.ª                     | Geórgios Boúglas        | Robinson Chalapud     | Luca Pacioni             | Álvaro Duarte               | Saeeid Safarzadeh                | Medellín                  |
| 6.ª                     | Eduard-Michael Grosu    | Robinson Chalapud     | Eduard-Michael Grosu     | Hernán Aguirre              | Artur Fedosseyev                 | Medellín                  |
| 7.ª                     | Benjamin Dyball         | Robinson Chalapud     | Eduard-Michael Grosu     | Hernán Aguirre              | Artur Fedosseyev                 | Medellín                  |
| 8.ª                     | Alex Molenaar           | Robinson Chalapud     | Eduard-Michael Grosu     | Hernán Aguirre              | Artur Fedosseyev                 | Medellín                  |
| 9.ª                     | Siarhei Papok           | Robinson Chalapud     | Eduard-Michael Grosu     | Hernán Aguirre              | Artur Fedosseyev                 | Medellín                  |
| 10.ª                    | Andrea Guardini         | Robinson Chalapud     | Eduard-Michael Grosu     | Hernán Aguirre              | Artur Fedosseyev                 | Medellín                  |
| 11.ª                    | Roy Eefting             | Robinson Chalapud     | Eduard-Michael Grosu     | Hernán Aguirre              | Artur Fedosseyev                 | Medellín                  |
| 12.ª                    | Roy Eefting             | Robinson Chalapud     | Eduard-Michael Grosu     | Hernán Aguirre              | Artur Fedosseyev                 | Medellín                  |
| 13.ª                    | Matthew Gibson          | Robinson Chalapud     | Eduard-Michael Grosu     | Hernán Aguirre              | Artur Fedosseyev                 | Medellín                  |
| Clasificaciones finales | Clasificaciones finales | Robinson Chalapud     | Eduard-Michael Grosu     | Hernán Aguirre              | Artur Fedosseyev                 | Medellín                  |

## UCI World Ranking
La Vuelta al Lago Qinghai otorgó puntos para el UCI World Ranking para corredores de los equipos en las categorías UCI WorldTeam, Profesional Continental y Equipos Continentales. Las siguientes tablas muestran el baremo de puntuación y los 10 corredores que obtuvieron más puntos:
| Posición              | 1.º | 2.º | 3.º | 4.º | 5.º | 6.º | 7.º | 8.º | 9.º | 10.º | 11.º | 12.º | 13.º | 14.º | 15.º | 16.º-30.º | 31.º-40.º |
| Clasificación general | 200 | 150 | 125 | 100 | 85  | 70  | 60  | 50  | 40  | 35   | 30   | 25   | 20   | 15   | 10   | 5         | 3         |
| Por etapa             | 20  | 10  | 5   |     |     |     |     |     |     |      |      |      |      |      |      |           |           |
| Líder                 | 5   |     |     |     |     |     |     |     |     |      |      |      |      |      |      |           |           |

| Clasificación |                      |                          |         |       |       |        |
| Posición      | Ciclista             | Equipo                   | General | Etapa | Líder | Total  |
| ------------- | -------------------- | ------------------------ | ------- | ----- | ----- | ------ |
| 1.º           | Robinson Chalapud    | Medellín                 | 200     | 12,86 | 45    | 257,86 |
| 2.º           | Óscar Sevilla        | Medellín                 | 150     | 2,86  | 5     | 157,86 |
| 3.º           | Benjamin Dyball      | Sapura                   | 125     | 25,71 | -     | 150,71 |
| 4.º           | Erik Bergström Frisk | Memil                    | 100     | -     | -     | 100    |
| 5.º           | Yecid Sierra         | Tianyoude Hotel          | 85      | -     | -     | 85     |
| 6.º           | Róbigzon Oyola       | Medellín                 | 70      | 2,86  | 5     | 77,86  |
| 7.º           | Joaquim Silva        | W52-FC Porto             | 60      | -     | -     | 60     |
| 8.º           | Jonathan Monsalve    | Tianyoude Hotel          | 50      | 5     | -     | 55     |
| 9.º           | Eduard-Michael Grosu | Delko Marseille Provence | -       | 55    | -     | 55     |
| 10.º          | Roy Eefting          | Memil                    | -       | 50    | -     | 50     |